# توماس أ. هيل
توماس أ. هيل هو سياسي أمريكي، ولد في 24 يوليو 1889 في باين بلاف في الولايات المتحدة، وتوفي في 25 يونيو 1937. نشط حزبياً في الحزب الديمقراطي. وقد انتخب عضو مجلس نواب أركنساس ‏.